# Labrisomus striatus
Labrisomus striatus е вид лъчеперка от семейство Labrisomidae.

## Разпространение
Видът е разпространен по тихоокеанското крайбрежие на Мексико.